# Cardiandra moellendorffii
Cardiandra moellendorffii là một loài thực vật có hoa trong họ Tú cầu. Loài này được (Hance) Migo mô tả khoa học đầu tiên năm 1942.